# Dioscorea andina
Dioscorea andina är en enhjärtbladig växtart som beskrevs av Rodolfo Amando Philippi. Dioscorea andina ingår i släktet Dioscorea och familjen Dioscoreaceae. Inga underarter finns listade i Catalogue of Life.